# Jag Vill Tacka Livet
Jag Vill Tacka Livet (13 sänger av Violeta Parra) es un álbum tributo a la cantautora chilena Violeta Parra, lanzado en Suecia en 1979 por la sueca Arja Saijonmaa y la banda chilena Inti-Illimani. Todas las canciones son versiones en sueco de canciones compuestas por Violeta. Corresponde además al décimo octavo álbum de Inti-Illimani. Fue lanzado originalmente en vinilo, para posteriormente en 1990 volver a ser lanzado como CD por el sello WEA.
Este álbum fue lanzado en Europa, lugar donde vivieron los integrantes de Inti-Illimani durante años (más específicamente en Italia), luego de su exilio de Chile producto del Golpe de Estado de 1973.
Tanto el título del disco, así como su última canción, significan en sueco «Gracias a la vida», que es una de las canciones más famosas de Violeta Parra.

## Lista de canciones
| Lado A |                                                       |                             |          |  |
| N.º    | Título                                                | Escritor(es)                | Duración |  |
| 1.     | «Mannen Jag Älskar» («Lo que más quiero»)             | Violeta Parra, Isabel Parra | 3:11     |  |
| 2.     | «Att Åter Bli Sjutton År» («Volver a los diecisiete») | Violeta Parra               | 5:21     |  |
| 3.     | «Leve Våra Studenter» («Me gustan los estudiantes»)   | Violeta Parra               | 3:11     |  |
| 4.     | «Hajen Och Räkan» («Hasta cuándo»)                    | Violeta Parra               | 1:27     |  |
| 5.     | «Kärleken» («El amor»)                                | Violeta Parra, Luis Advis   | 5:53     |  |
| 6.     | «Anklagelsen» («La denuncia»)                         | Violeta Parra, Luis Advis   | 5:52     |  |

| Lado B |                                                             |               |          |  |
| N.º    | Título                                                      | Escritor(es)  | Duración |  |
| 1.     | «Lilla Ängelens Dans» («Rin del angelito»)                  | Violeta Parra | 3:23     |  |
| 2.     | «Förstå Att Jag Älskar Dig» («De cuerpo entero»)            | Violeta Parra | 1:38     |  |
| 3.     | «Mitt Hjärta Svara» («Corazón maldito»)                     | Violeta Parra | 3:22     |  |
| 4.     | «Rovfågelns Ögon» («Pupila de águila»)                      | Violeta Parra | 3:53     |  |
| 5.     | «Modern Masurka» («Mazúrquica modérnica»)                   | Violeta Parra | 3:13     |  |
| 6.     | «I Människosläktets Trädgårdar» («En los jardines humanos») | Violeta Parra | 3:52     |  |
| 7.     | «Jag Vill Tacka Livet» («Gracias a la vida»)                | Violeta Parra | 4:26     |  |

## Créditos
- Arja Saijonmaa: cantante

Inti-Illimani
- Max Berrú
- Jorge Coulón
- Marcelo Coulón
- Horacio Durán
- Horacio Salinas
- José Seves

Otros
- Lasse Holmberg, Rune Persson: ingenieros
- Brita Åhman: traductora de las canciones
- Lars Egler: fotografía
- Per Wiklund: fotografía de cubierta